# Serranía de Abibe
La serranía o sierra de Abibe es una cadena montañosa colombiana perteneciente a la cordillera Occidental de los Andes. Nace en el Nudo de Paramillo. Se dirige hacia el Norte y sirve de límite natural entre los departamentos de Antioquia y Córdoba.
Es la más larga de las serranías de la zona de montaña de Córdoba. Su máxima altitud alcanza los 2.200 m s. n. m. en el cerro de Carrizal (2.200 m s. n. m.). Otros cerros son: Quimarí (2.000 m s. n. m.), La Gloria (320 m s. n. m.), Las Palomas (700 m s. n. m.) y Carepa. Faltando unos 58 km para llegar a la costa y a la altura del cerro La Gloria, se bifurca formando la serranía de El Águila y la serranía de Las Palomas. Esta última separa las aguas que corren hacia el río Canalete y la parte media y baja del Sinú.
La serranía se levanta al lado de Chigorodó. La serranía es la gran reserva hídrica de la subregión de Urabá.
Fue bautizada así por los zenúes. El primer europeo en reconocerla fue Francisco César y sus huestes, que llegaron procedentes de Urabá en busca de oro.